# Hemeroblemma renipunctum
Hemeroblemma renipunctum is een vlinder uit de familie van de spinneruilen (Erebidae). De wetenschappelijke naam van de soort is voor het eerst geldig gepubliceerd in 1976 door Berio.